# Beija-flor-talássico
O beija-flor-talássico (Colibri thalassinus) é uma ave da espécie de beija-flor. A espécie é comumente encontrada em áreas florestais do México à Nicarágua. Esta espécie, juntamente com o Beija-flor-de-orelha-azul, eram anteriormente consideradas coespecíficas e, juntas, chamadas de orelha-violeta-verde.

## Taxonomia
O beija-flor-talássico pertence à ordem Apodiformes. Os beija-flores compartilham essa ordem com os andorinhões, como o andorinhão-de-colarinho-branco. O nome Apodiformes é derivado das palavras gregas "a pous", que significa "sem pé". Embora os apodiformes de fato tenham pés, eles são bem pequenos e suas pernas são curtas e relativamente fracas. Muitos pássaros nesta ordem não podem andar e, portanto, raramente ou nunca pousam no chão, onde não estão bem adaptados para se alimentar ou para escapar de predadores. Os membros desta ordem passam a maior parte de seu tempo ativo no ar.

## Descrição
O violeta mexicano é aproximadamente de tamanho médio para os padrões do beija-flor. A média é de cerca 9.7 to 12 cm (3.8 to 4.7 in) de comprimento total. Seu bico é preto e quase reto, com apenas uma ligeira curva descendente e mede de 1.8 to 2.5 cm (0.71 to 0.98 in) .  A massa corporal pode variar de 4.8 to 5.6 g (0.17 to 0.20 oz) . Entre as medidas padrão, a corda da asa é 5.8 to 6.8 cm (2.3 to 2.7 in) e a cauda é 3.5 to 4.3 cm (1.4 to 1.7 in) . A ave tem uma envergadura de 12 cm. É verde brilhante acima com um tapa-orelha violeta brilhante nas laterais do pescoço. Sua garganta e peito são de um verde brilhante com uma barriga verde brilhante. A cauda é azul-esverdeada metálica com penas centrais mais bronzeadas e uma proeminente faixa subterminal preta.